# سازگاری بر پایه بوم‌سازگان
سازگاری بر پایه بوم‌سازگان (به انگلیسی: Ecosystem-based adaptation (EbA)) شامل مجموعه گسترده‌ای از رویکردها برای سازگاری با تغییر آب و هوایی است. همه آنها شامل مدیریت بوم‌سازگان و خدمات آنها برای کاهش آسیب‌پذیری جوامع انسانی در برابر تأثیر گرم‌شدن زمین است. کنوانسیون تنوع زیستی، سازگاری بر پایه بوم‌سازگان را به عنوان "استفاده از تنوع زیستی و خدمات اکوسیستم به عنوان بخشی از یک راهبرد سازگاری کلی برای کمک به مردم برای سازگاری با اثرات نامطلوب تغییرات آب و هوایی " تعریف می‌کند.

## چارچوب‌های سیاست
تاکنون مجامع سیاسی مختلف بین‌المللی نقش‌های متعددی را که اکوسیستم‌ها در ارائه خدمات و رسیدگی به چالش‌های جهانی از جمله چالش‌های مربوط به تغییرات آب و هوا، بلایای طبیعی، توسعه پایدار و حفاظت از تنوع زیستی ایفا می‌کنند، را تأیید کرده‌اند.

### سیاست تغییر آب و هوا
توافقنامه پاریس به صراحت نقش طبیعت را در کمک به مردم و جوامع برای مقابله با تغییرات اقلیمی به رسمیت می شناسد و از همه طرف‌ها می خواهد که به اهمیت تضمین یکپارچگی همه اکوسیستم‌ها، از جمله اقیانوس‌ها، و حفاظت از تنوع زیستی، که توسط برخی فرهنگ‌ها به عنوان «مادر زمین» شناخته شده است را اذعان کنند و به این موضوع در مقالات مختلف به اکوسیستم‌ها، منابع طبیعی و جنگل‌ها ارجاع داده شده است.